# Ernst von Witzendorff
Ernst Hieronymus von Witzendorff (* 20. April 1828 in Scharnebeck; † 16. Februar 1896 in Schwerin) war ein mecklenburgischer Ministerialbeamter.

## Leben

### Herkunft
Ernst von Witzendorff war das vierte von elf Kindern des hannoverschen Oberhauptmanns und Herrn von Wiebendorf Peter von Witzendorff (1778–1857) und dessen Ehefrau Charlotte, geborene von Spörcken (1788–1866) aus dem Hause Lüdersburg. Sein älterer Bruder Karl (1824–1891) war preußischer General der Kavallerie.

### Karriere
Witzendorff studierte Rechtswissenschaften an den Universitäten Göttingen und Rostock (ab 1850). 1849 wurde er Mitglied des Corps Saxonia Göttingen. Nach Abschluss des Studiums trat er in den Dienst des (Teil-)Großherzogtums Mecklenburg-Schwerin ein. In seinen ersten Stellungen war er Auditor und Amtsverwalter in Grabow und Doberan. Anschließend wurde er in das Schweriner Finanzministerium berufen, wo er 1863 zum Ministerialrat befördert wurde. 1867 wurde er zum Mitglied des Kammer- und Forstkollegiums berufen und zum Kammerrat ernannt. 1877 erfolgte seine Ernennung zum Geheimen Kammerrat. Zuletzt war er Kammerdirektor. Er starb im Ruhestand als Kammerdirektor a. D.

### Familie
Er heiratet am 21. Mai 1873 im Kloster Malchow Elisabeth Freiin von Maltzahn (* 1850). Aus der Ehe gingen folgende Kinder hervor:
- Sohn (*/† 1874)
- Bodo (1876–1943), deutscher General der Flieger
- Kurt (* 1878), Offizier und Flügeladjutant des Großherzogs von Mecklenburg-Schwerin
- Ernst (* 1880), Offizier und Ehrenritter des Johanniterordens ⚭ Elisabeth von Spörcken (* 1888)
- Karl (* 1886), Offizier der Artillerie